# Lactuca homblei
Lactuca homblei là một loài thực vật có hoa trong họ Cúc. Loài này được De Wild. mô tả khoa học đầu tiên năm 1914.